# 飛馬航空2193號班機空難
飛馬航空2193號班機是土耳其低成本航空公司飛馬航空經營的定期國內航班，由阿德南·曼德列斯機場飛往伊斯坦堡薩比哈·格克琴國際機場。2020年2月5日，編號為TC-IZK的波音737-800客機在薩比哈·格克琴國際機場降落時，滑出跑道約60公尺後斷成3截，造成3人死亡，179人受傷。該航班也是一趟疫情撤僑任務的包機，其中一位罹難者的屍檢中對2019冠狀病毒呈陽性。這是該航空公司的第一起死亡事故。

## 客機

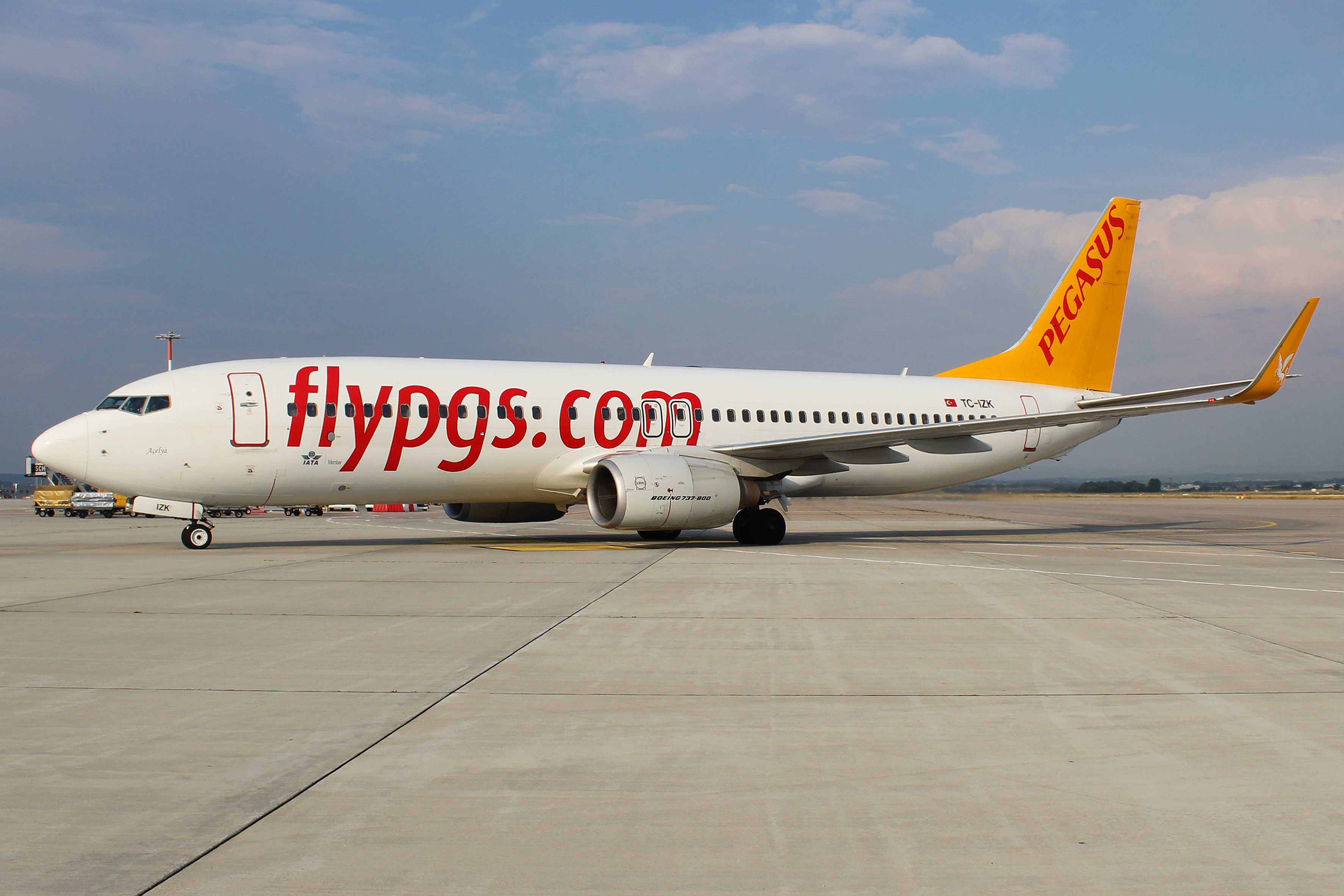
編號TC-IZK的失事客機，攝於2019年7月

該飛機機型為波音737-86J，註冊編號為TC-IZK，於2009年製造，使用CFM56-7B24发动机，原由蘇格蘭首都航空公司擁有並於同年租予柏林航空，2012年6月蘇格蘭首都航空公司將此機出售予SMBC Aviation Capital租賃公司，2016年5月租予飛馬航空，2017年12月SMBC Aviation Capital將此機出售予由Aircastle飛機租賃公司。

## 事故过程
2020年2月5日，2193航班於阿德南·曼德列斯機場起飛，於當地時間約18：30分準備降落薩比哈·格克琴國際機場，隨後在降落時衝出跑道並滑行約60公尺，導致機身斷裂成3截，造成3人死亡，179人受傷。事故發生後，薩比哈·格克琴國際機場暫時關閉，現已重新開放。
土耳其交通、海事及通信部長穆罕默德·卡希特·圖爾汗表示，因飛機著陸後未能減速，導致機身從跑道的東側滑出，最終斷裂為3部分，部分乘客自行逃出飛機，共有3名乘客罹難，179人受傷送往當地醫院。機身前部分損壞較嚴重，且發生大火，目前已經撲滅。根據土耳其媒體報導，機上有12名兒童，而機長在醫院接受治療後，被帶往當地警局提供事件經過並進行調查。

## 調查
波音公司與美國聯邦航空總署組成調查小組，檢查該架波音737的飛機殘骸。飛馬航空首席執行長穆罕默德·納內（Mehmet T. Nane）也於同年2月6日表示已尋獲黑盒子，並開始分析其資料及數據。
2020年3月，一份初步報告顯示，飛機在著陸時遭遇大風，而機組人員並未意識到此情況並可能過早停止減速和反推力裝置。